# 大成市民センター
座標: 北緯43度46分07秒 東経142度22分19秒 / 北緯43.768626度 東経142.372025度
大成市民センター（たいせいしみんセンター）は、北海道旭川市に所在する大成ファミリープラザ内にある屋内スポーツ施設。

## 概要
体育館（競技場）1面と会議室1室という小規模な施設。イトーヨーカドー旭川店（2021年5月閉店）→メガセンタートライアル旭川店（2021年12月オープン）と同じ建物内にある。運営管理は旭川市総合体育館と同様に、旭川市スポーツ協会に委託されている。通常は卓球・バドミントン等の大会が多く開かれている。
施設自体は小規模だが、市内中心部から近い（旭川市役所から徒歩圏内にある）ことに加え、同じ建物内のイトーヨーカドー→トライアルを含め近隣に商店が多く観客の便がよいこと、かつて市内中心部の常磐公園内に存在した旭川市総合体育館常磐分館が老朽化により閉鎖されたことなどから、一時プロレス興行によく使用されていた。過去には新日本プロレス、全日本プロレス、プロレスリング・ノア、DRAGON GATE、大日本プロレスなどが興行を行った実績がある。プロレス興行の際は概ね1500〜1800人程度の観客を収容できる。
ただプロレス興行は、同じ旭川市内の旭川地場産業振興センター（道の駅あさひかわ）で開かれることが多くなっており、本施設を使用する回数は減少傾向にある。
前述の通りイトーヨーカドー旭川店が閉店し、それに合わせる形で耐震補強工事が行われることが決まったため、2021年5月より2022年3月末まで全面休館となっている。

## 施設概要
- 開館時間 午前9時から午後9時
- 休館日 毎月最終火曜日、年末年始（12月30日 - 1月4日）
- 駐車場 なし（イトーヨーカドー→トライアルの駐車場を利用）
- 交通アクセス 旭川駅から車で約5分、バスで約10分